# Retaule ceràmic de la Verge del Tremedal a Picassent
El retaule ceràmic de la Verge del Tremedal, situat al carrer del Campanar 11 a Picassent, és un retaule devocional catalogat dins l'Inventari General del Patrimoni Cultural Valencià com bé de rellevància local amb número 30 dels del municipi.
La devoció per la Mare de Déu del Tremedal es troba també a altres llocs del País Valencià, com VIla-real, Borriana o Montant. Tronxó, al Maestrat aragonès, va estar un centre devocional d'esta verge i és el lloc d'origen de la família Tronchoni.

## Descripció
Representa l'advocació mariana de la Mare de Déu del Tremedal. Sobre una peanya i un nuvolet, es troba la Mare de Déu dempeus coberta amb mantell blau. Porta el Nen Jesús al braç esquerre -vestit igualment amb mantell blau cònic rígid- i a la mà dreta porta un orb; corona coberta i cèrcol lluminós del darrere.
Davant de la Verge hi ha un pastor agenollat amb barret i caigut a terra; amb sarró i manc. Aquest pastor representa al mencionat a la llegenda de la trobada de la imatge de la Verge: una bellíssima senyora, que li va demanar que li donés un tros de coca que ell portava al sarró i que es disposava a menjar. El pastor mancava de la mà dreta i va fer ús de l'esquerra; i la senyora li va demanar que ho fera amb la dreta, que li aparegué miraculosament.
Darrere hi ha una església cupulada. L'orla té banda blanca amb fulles d'olivera en espiga.
El retaule està realitzat amb pintura ceràmica polícroma; vidriat sobre fons estamnífer llis. Al cantó baix dret, en una banda blanca, presenta la inscripció N.ª S.ª del Tremedal. En una rajola adjacent a dalt, hi ha una inscripció en castellà referent a l'orige del retaule: A expensas de Joaquin Tronchoni y Garcia Seròn.año 1801. (sic)
El retaule té un format rectangular, de 0,6 x 0,5 m. Té un total de nou peces; sis de 0,2 x 0,2 i tres de 0,2 x 0,1 m. No presenta fornícula: es troba encastat en la façana de rajola cara vista.

## Conservació
La fitxa de la Conselleria d'Educació, Cultura i Esport de la Generalitat Valenciana, la qual data del 20 de juny de 1995, qualifica de molt alt el risc de destrucció de la peça, per tractar-se d'un objecte d'interés històric i datat el 1801, que es troba en un lloc força accesible -a l'altura del primer pis de l'edifici, en la façana al carrer. Tot i això, considerava que l'estat de conservació era bo, llevant d'un rajola trencada.